# 15544 Hushicheng
15544 Hushicheng este o planetă minoră (asteroid), cu un diametru de 4,035 km, din centura de asteroizi. A fost descoperită pe 3 martie 2000 la Magdalena Ridge Observatory⁠(d) de Lincoln Near-Earth Asteroid Research. 
Obiectul prezintă o orbită caracterizată de o semiaxă mare de 2,9181774 UAi, o excentricitate de 0,06, o înclinație de 1,37421 ° în raport cu ecliptica.